# Yangxi
För andra betydelser, se Yangxi (olika betydelser).
Yangxi är ett härad  i Yangjiangs stad på prefekturnivå i provinsen Guangdong i sydöstra Kina.
Yangxi är indelat i åtta köpingar och en administrativ enhet på sockennivå.
Köpingar (zhen):

- Chengcun (程村镇)
- Rudong (儒洞镇)
- Shaba (沙扒镇)
- Shangyang (上洋镇)
- Tangkou (塘口镇)
- Xinwei (新圩镇)
- Xitou (溪头镇)
- Zhilong (织篢镇)

Administrativ enhet på sockennivå:
- Yangjiang Linchang Rudong Fenchang skogsbruk (阳江林场儒洞分场)